# (15213) 1980 UO1
A (15213) 1980 UO1 a Naprendszer kisbolygóövében található aszteroida. Schelte J. Bus fedezte fel 1980. október 31-én.